# Alexandre-Hippolyte Charles
Alexandre-Hippolyte Charles né le 9 août 1845 à Essoyes et mort le 7 février 1918 à Paris est un peintre français.

## Biographie
Alexandre-Hippolyte Charles est le fils de de François Charles, huissier et d'Alzine Françoise Césarine Bergerin.
Il épouse Isabelle Marie Françoise Bonnotte.
Il meurt le 7 février 1918 à son domicile parisien du boulevard Raspail.
Il est inhumé le 9 février.
Au décès de son épouse, en 1922, deux de ses tableaux avec lesquels il a concouru sans succès aux prix de Rome de 1869 et 1870, La Mort de Messaline et Le Soldat de Marathon, sont légués au musée Denon de Chalon-sur-Saône.